# Yoo Hyun-ji
Yoo Hyun-ji (nascida em 16 de julho de 1984) é uma handebolista sul-coreana. Integrou a seleção sul-coreana feminina que terminou na décima posição no handebol dos Jogos Olímpicos de Verão de 2016, realizados no Rio de Janeiro, Brasil. Atua como pivô e joga pelo clube Wonderful Samcheok. Competiu pela Coreia do Sul no Campeonato Mundial de Handebol Feminino de 2013, na Sérvia.